# Lê Chỉ San
Lê Chỉ San (tiếng Bồ Đào Nha: Luisa Maria Leitão; sinh ngày 1 tháng 3 năm 1966）mang một phần tư gốc gác người Bồ Đào Nha, là nữ diễn viên, người dẫn chương trình Hồng Kông, trực thuộc đài truyền hình TVB. Cô từng là người chủ trì các chương trình thiếu nhi như 430 Space Shuttle của kênh TVB Jade và Flash Fax giai đoạn 1980－1990.

## Tiểu sử
Lê Chỉ San xuất thân từ gia tộc tiếng tăm tại Ma Cao, có ông cố là Lê Đăng (黎登) là công chứng viên duy nhất tại Macao vào thời điểm đó (Ma Cao chỉ có vài nghìn dân). Bác gái là Lê Uyển Hoa (黎婉華), vợ cả của ông trùm ngành sòng bạc Hà Hồng Sân. Gia đình cô chuyển đến Hồng Kông để mưu sinh từ rất sớm. Khi lên 5 tuổi, cha mẹ ly dị, em trai ở với cha.
Cô từng học tiểu học và trung học tai trường St. Paul, ngôi trường danh tiếng ở Vịnh Causeway. Thời đi học, cô và em họ Hà Siêu Hà (何超蕸), con gái của Hà Hồng Sân và vợ hai Lam Quỳnh Anh, là bạn cùng trường.
Nhờ có đam mê âm nhạc, cô được nhạc sĩ nổi tiếng An Cách Tư (Angus Mak) phát hiện khi cô tham gia cuộc thi ca hát. Đầu năm 1984, cô phát hành album đầu tiên "Girls Magazine" (少女雜誌) với Trần Lạc Mẫn và Trần Huệ Nhàn. Ca khúc chủ đề đầu tay là "Tuyệt đối si tâm" (絕對痴心). Sau khi Trần Huệ Nhàn tách ra phát triển riêng, cô và Trần Lệ Mẫn đã phát hành album thứ hai "Tuyên ngôn thiếu nữ, tuyệt đối nhiệt luyến" (少女宣言，絕對熱戀) vào năm 1985. Sau đó, công ty trực thuộc lý hai người rơi vào khó khăn tài chính và chuyển sang một công ty quản lý khác.

## Đời tư
Mối tình đầu của Lê Chỉ San là với tài tử Lương Gia Huy，mối quan hệ kéo dài hơn 1 năm sau đó chia tay do cách biệt tuổi tác. Khi cùng chủ trì chương trình thiếu nhi 430 Space Shuttle của đài TVB, cô đã phải lòng nam đồng nghiệp Trịnh Y Kiện trong 3 năm, mối quan hệ cũng chấm dứt sau khi Trịnh Y Kiện rời chương trình. Vào những năm 1990 cô có mối quan hệ với diễn viên Thiệu Truyền Dũng (邵傳勇) vào những năm 1990, hai người chia tay vào khoảng năm 2000. Cô cũng giữ mối quan hệ kín tiếng với tài tử Trần Tiểu Xuân. Từ năm 2004, cô đã hẹn hò với Trương Đạt Luân, một diễn viên truyền hình kém 12 tuổi. Hai người chia tay vào năm 2012。

## Âm nhạc
- Tạp chí thiếu nữ（1984, bài hát chính：Tuyệt đối si tâm）
- Thiên niên nhân luyến- tạp chí thiếu nữ千年戀人‧少女雜誌（1985, album tiếng Nhật, ca sĩ chính: Vĩnh viên là yêu (tiếng Nhật)）
- Tuyên ngôn thiếu nữ-Tình yêu tuyệt đối（1985, bài hát chính：傻罪過/Một cách vô thức rơi vào tình yêu của anh/Let you go）
- 創作兒歌故事集（1992，album thiếu nhi）